# Gay.nl
Gay.nl is een Nederlandse website gericht op homoseksuelen, die in zijn huidige opzet in 2003 van start ging. De site biedt onder meer nieuwsberichten over lifestyle, uitgaan en entertainment, opiniërende columns, een discussieforum, profielpagina's van gebruikers en een messengerfunctie.
Hoewel Gay.nl openstaat voor homo's, lesbiennes, bi-  en heteroseksuelen, bestaat het grootste deel van de leden uit homoseksuele mannen en jongeren vanaf 16 jaar. Volgens eigenaar Gay Group BV is Gay.nl de grootste gay website van Nederland en België, met tussen de 70.000 en 100.000 bezoekers per dag. De teller op de website vermeldde op 14 augustus 2012 ruim 133.000 leden, waarvan er ca. 3000 tegelijk online waren.

## Voorgeschiedenis
De oorsprong van Gay.nl gaat terug tot een IRC-kanaal waarop in de tweede helft van de jaren 90 Nederlandse homo's kwamen om met elkaar te chatten. Zij gingen rond het jaar 2000 over naar FaceBase.net, een site waar gebruikers een profielpagina konden maken en aan een eenvoudig forum konden deelnemen. De profielen van FaceBase.net werden begin 2001 opgenomen in de website Queer.nl, die zich presenteerde als "de eerste en grootste online gay lifestyle community van Nederland" en die onder andere nieuws, reportages, een uitgaansagenda, uitgaansfoto's en een uitgebreide linkverzameling omvatte. Hoewel eigenaar GUTS Holding BV wegens financiële problemen al in juni 2001 de drie betaalde redacteurs moest ontslaan, bleef de website nog bestaan tot het faillissement in oktober 2002. Ondertussen had de GUTS Holding eerder dat jaar de domeinnaam Gay.nl overgenomen en ondergebracht in de Gay Group BV.
Onder een eerdere eigenaar was Gay.nl in 1998 begonnen als een van de eerste chatboxen waarop homo's uit diverse Europese landen met elkaar konden chatten. Alszodanig kreeg Gay.nl in het jaar 2000 concurrentie van Chatboy.nl en van Gaychat.nl van de GUTS Holding. Deze laatste kreeg op zijn beurt in 2005 een geduchte concurrent in de vorm van de gratis chatsite Bullchat.nl. Zulke chats zijn tegenwoordig erg populair onder homo- en biseksuele mannen die op zoek zijn naar anonieme sekscontacten. Desondanks kwam Nederlands populairste gay chat site 'Bullchat' verscheidene keren in het nieuws doordat gebruikers van de site tijdens een ontmoeting werden beroofd of mishandeld. Maar ook omdat er aan het licht kwam dat er minderjarige jongens zichzelf als seksslaaf verhuurden aan mannen die zij via de chat hadden leren kennen

## Ontwikkeling van Gay.nl
In januari 2003 werd Gay.nl door de Gay Group opnieuw gelanceerd in de vorm van een website zoals Queer.nl, die met behulp van reeds opgebouwde contacten binnen de homowereld binnen een jaar marktleider was. Sinds 2006 is de website ook te vinden onder het adres Gaygirls.nl en, nadat het Europese topleveldomein .eu beschikbaar kwam, eveneens onder de naam Gay.eu. Onder die vlag werd in 2007 en 2008 geprobeerd om de site ook naar andere Europese landen uit te rollen en werden versies in zo'n 12 verschillende talen gemaakt. Tegelijk werd onder de domeinnaam Gayguide.eu een website met Europese homo-uitgaansadressen gelanceerd. Uiteindelijk werden deze beide projecten geen succes en verdwenen stilletjes naar de achtergrond. Sinds juli 2011 is Gay.nl gedeeltelijk ook beschikbaar via een app voor iPhone en Android-smartphones.
Vanaf 2003 had Gay.nl een compacte vormgeving in oranje, later oranje-blauwe huisstijlkleuren, die in april 2009 werd vervangen door een modernere lay-out. Het discussieforum behield nog wel de oude, simpele vorm. Een nieuw, moderner forum werd vervolgens in januari 2012 geïntroduceerd, waarbij het voor het eerst permanente moderators kreeg. Voordien heerste op het Gay.nl-forum bijna volledige vrijheid en werd slechts in uitzonderingsgevallen ingegrepen.
Ter gelegenheid van het 10-jarig bestaan in 2013 werd een geheel vernieuwde website gelanceerd. Deze zou onder meer overzichtelijker en gebruiksvriendelijker worden, maar de invoering ging met problemen gepaard en leverde veel kritiek van bezoekers op.

## Gelieerde media-activiteiten
De in Amsterdam gevestigde Gay Group BV exploiteert naast Gay.nl ook de datingwebsites Gaygate.com en Gaypartner.nl en de eerdergenoemde chatsite Gaychat.nl. Daarnaast is de Gay Group nauw betrokken bij de uitgave van het gratis homo-uitgaansblad Gay & Night en participeert in het online radiostation OUTmusic van de homotelevisiezender OUTtv. In 2007 werkte de Gay Group met negen man personeel en een reeks freelancers en genereerde in dat jaar een omzet van bijna 1 miljoen euro.
Van 2006 t/m 2015 organiseerde Gay.nl jaarlijks de Mister Gay Netherlands-verkiezing en nam daarmee het stokje over van de Mr. Gay Krant-verkiezing die van 1980 t/m 2005 door de Gay Krant werd gehouden. Via een website kon gestemd worden op een reeks kandidaten, voornamelijk jonge homoseksuele mannen. In 2010 en 2011 werd de winnaar bekendgemaakt tijdens de Amsterdam Gay Pride en mocht vervolgens deelnemen aan de internationale Mister Gay Europe en/of Mister Gay World-verkiezingen.
Tegelijk met de Mister Gay-verkiezing werd ook enkele malen de Gay Media Award uitgereikt. Dat is een prijs die in het leven geroepen is door Gay.nl, Gay & Night, OUTtv en OUTmusic en die werd verleend aan een persoon die homoseksualiteit op een positieve manier in het nieuws heeft gebracht. Winnaars van deze prijs waren:
- 2011: soapacteur Ferry Doedens
- 2012: soapacteur Sinan Eroglu

In april 2013 nam Gay Group BV, samen met homoglossy Winq en televisiezender OUTtv de in maart van dat jaar failliet gegane Gay Krant over. In augustus 2013 verscheen de Gay Krant weer, na een restyling te hebben ondergaan. Hierna is Gay.nl onderdeel geworden van Media MANsion, dat vanaf februari 2017 ook een Nederlandse editie van het homotijdschrift Attitude uitgaf. Na 12 nummers werd deze uitgave gestaakt. Het laatste Nederlandstalige editie van Attitude verscheen in december 2018.
Met ingang van februari 2018 werd de redactie van Gay.nl samengevoegd met die van het homomagazine Winq, dat eveneens onderdeel van Media MANsion is. De uitgever van Winq, MediaMANsion. ging in november 2019 failliet.